# Bahamas en los Juegos Olímpicos de Atenas 2004
Bahamas estuvo representada en los Juegos Olímpicos de Atenas 2004 por un total de 22 deportistas que compitieron en 3 deportes.  
La portadora de la bandera en la ceremonia de apertura fue la atleta Debbie Ferguson.

## Medallistas
El equipo olímpico de Bahamas obtuvo las siguientes medallas:
| Nombre                   | Deporte   | Competición |
| ------------------------ | --------- | ----------- |
| Oro                      |           |             |
| Tonique Williams-Darling | Atletismo | 400 m F     |
| Plata                    |           |             |
| —                        |           |             |
| Bronce                   |           |             |
| Debbie Ferguson          | Atletismo | 200 m F     |